# Elli Rhiannon Müller Osborne
Elli Rhiannon Müller Osborne (* 28. Februar 2001 in Nordstrand, Oslo) ist eine norwegische Schauspielerin.

## Karriere
Sie begann ihre Schauspielkarriere im Alter von 16 Jahren, als sie 2018 die Rolle der Emilie in dem Film Utøya 22. Juli spielte. Im darauffolgenden Jahr spielte Osborne die Hauptrolle in dem Film Psychobitch unter der Regie von Martin Lund. Der Film wurde mit dem Amanda Award für den besten Kinderfilm und das beste Drehbuch ausgezeichnet. Außerdem gewann er mehrere Preise auf europäischen Filmfestivals.
Ab 2022 spielte sie die Hauptrollen von Ida in der Viaplay-Dramaserie Ida rettet die Welt und Prinzessin Margrethe in der Netflix-Filmreihe Royalteen. Elli spielte auch Thea in der NRK-Serie Dumbsday.

## Filmografie (Auswahl)
- 2018: Utøya 22. Juli
- 2019: Psychobitch
- 2019: Hoffnung
- 2021: Furia (Fernsehserie, 3 Folgen)
- 2022: Royalteen
- 2022: Viking Wolf
- 2022: Ida rettet die Welt (Fernsehserie)
- 2023: Royalteen: Prinzessin Margarethe
- 2023: Dumbsday (Fernsehserie)